# Prästpalm
Prästpalm (även trådpalm som handelsnamn) (Washingtonia filifera) är en enhjärtbladig växtart som först beskrevs av Jean Jules Linden och Éduard-François André samt fick sitt nu gällande vetenskapliga namn av Hermann Wendland och De Bary. Washingtonia filifera ingår i släktet Washingtonia och familjen Arecaceae. IUCN kategoriserar arten globalt som nära hotad. Inga underarter finns listade i Catalogue of Life.

## Bildgalleri

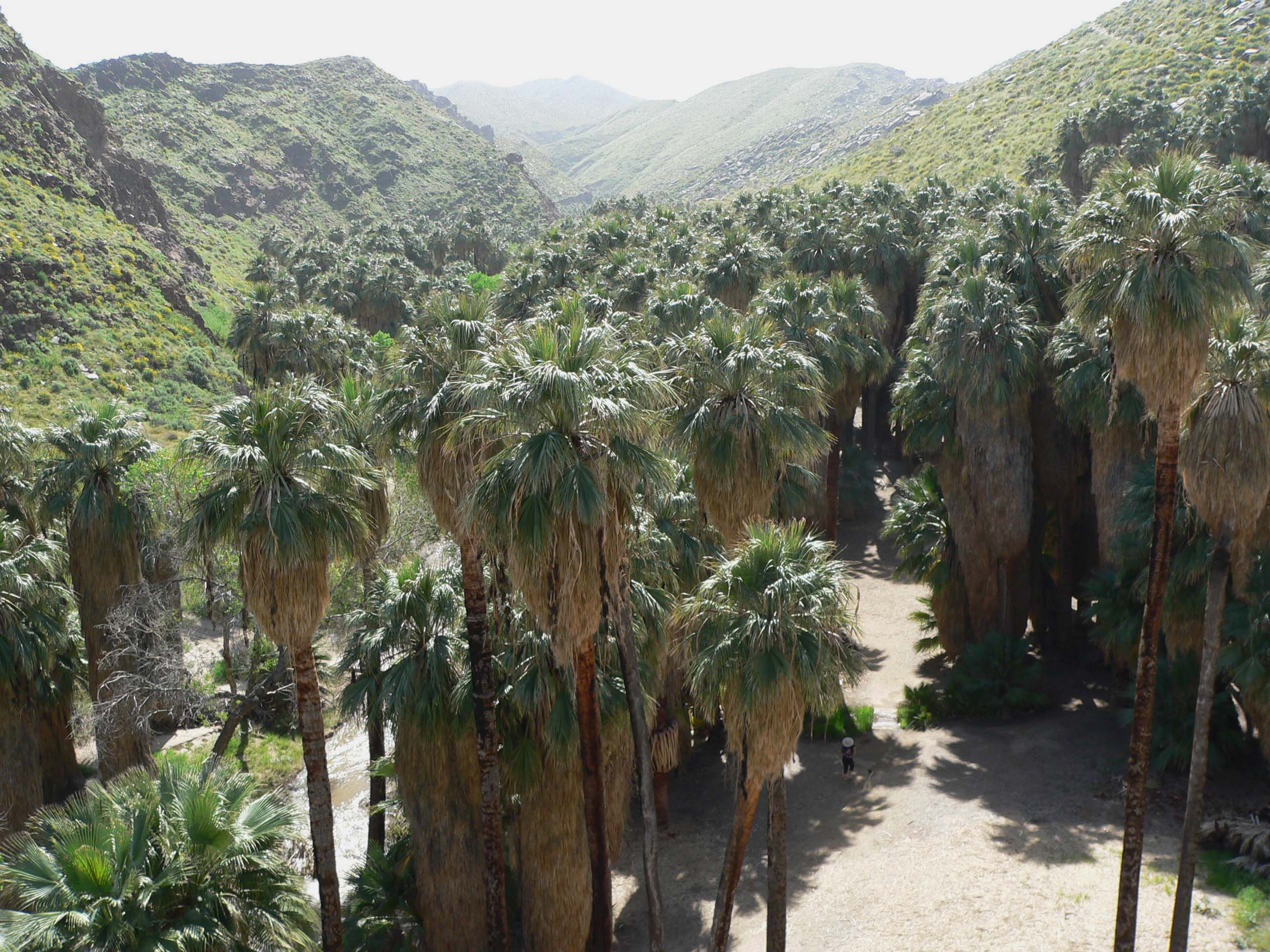
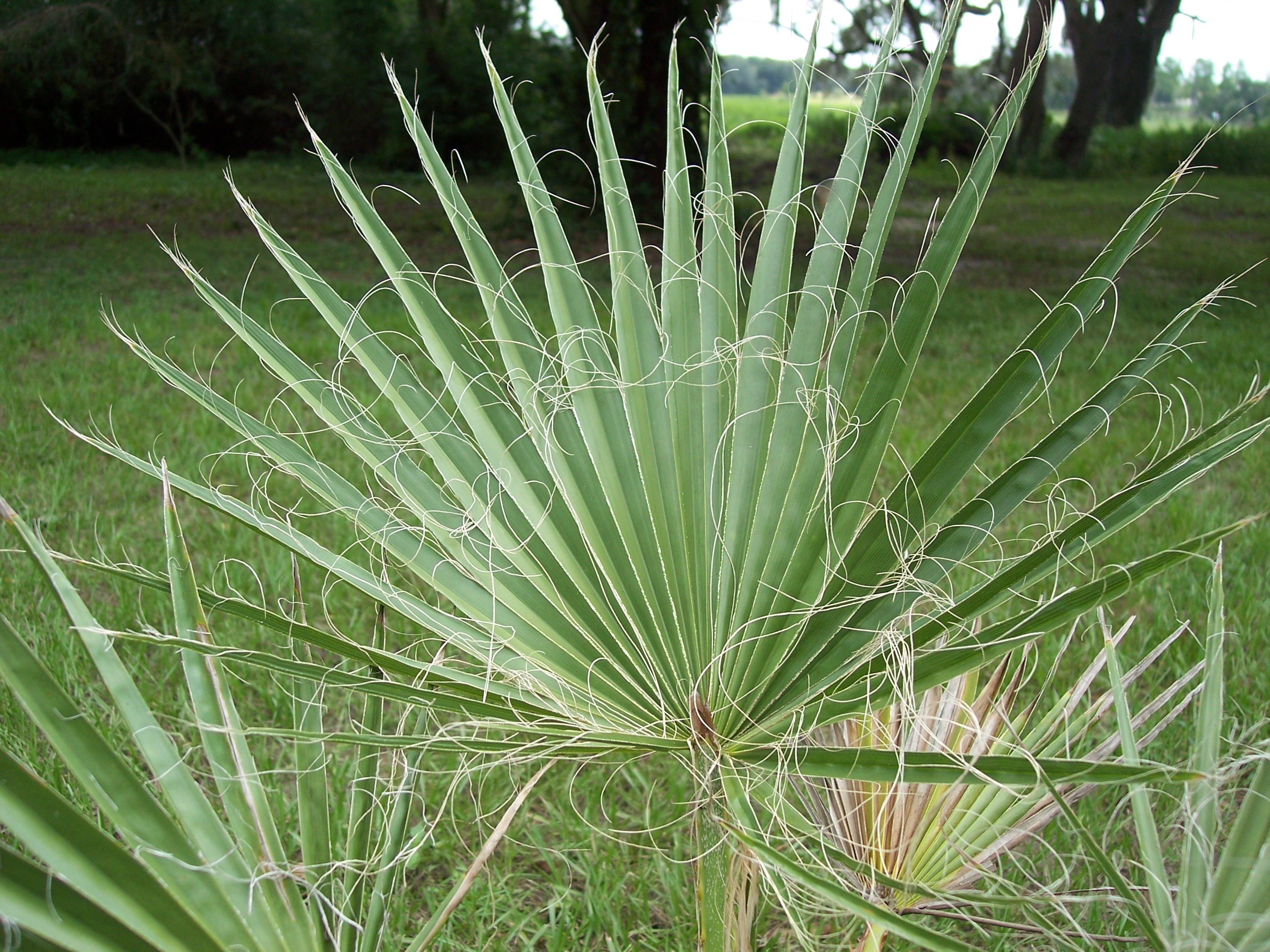
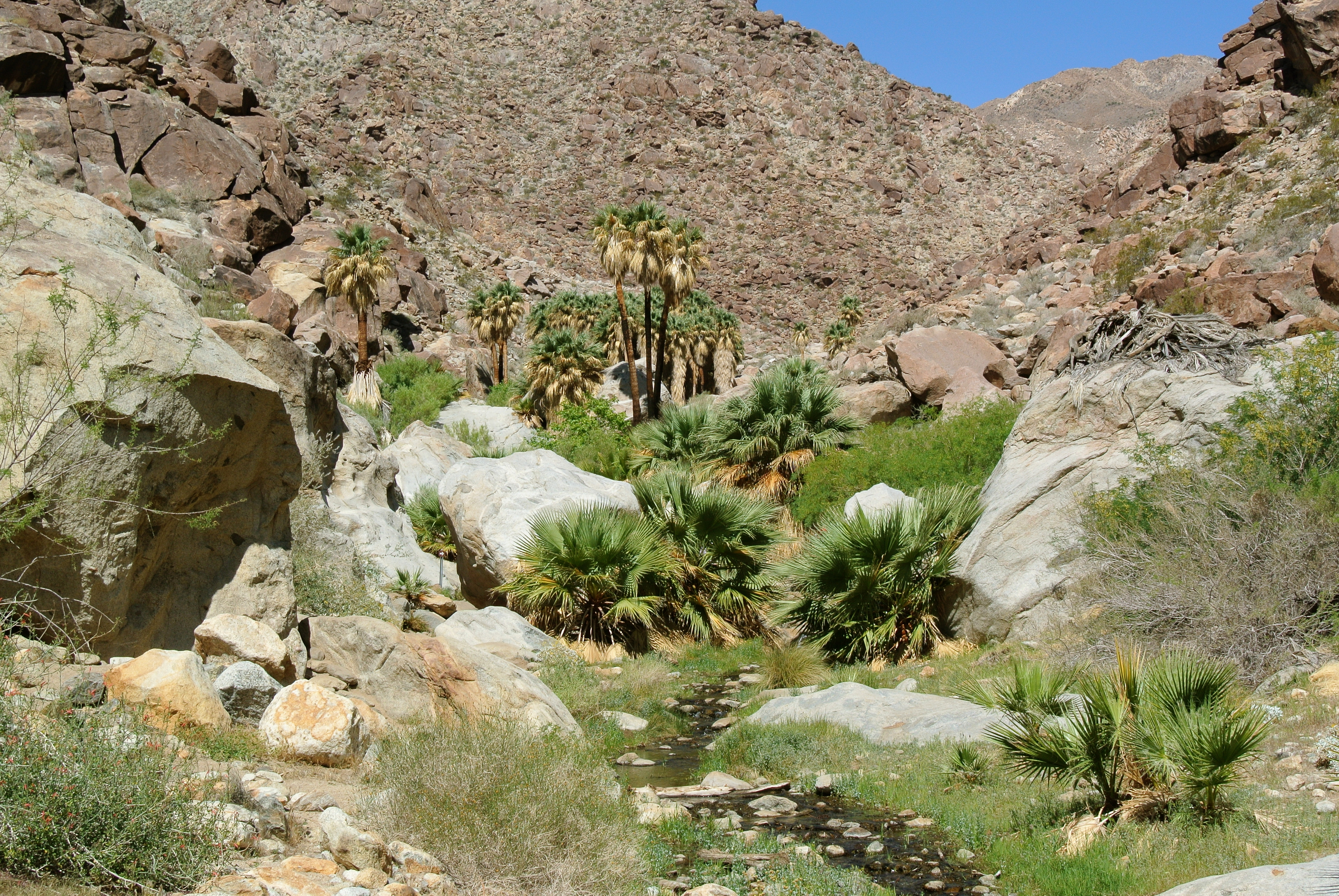
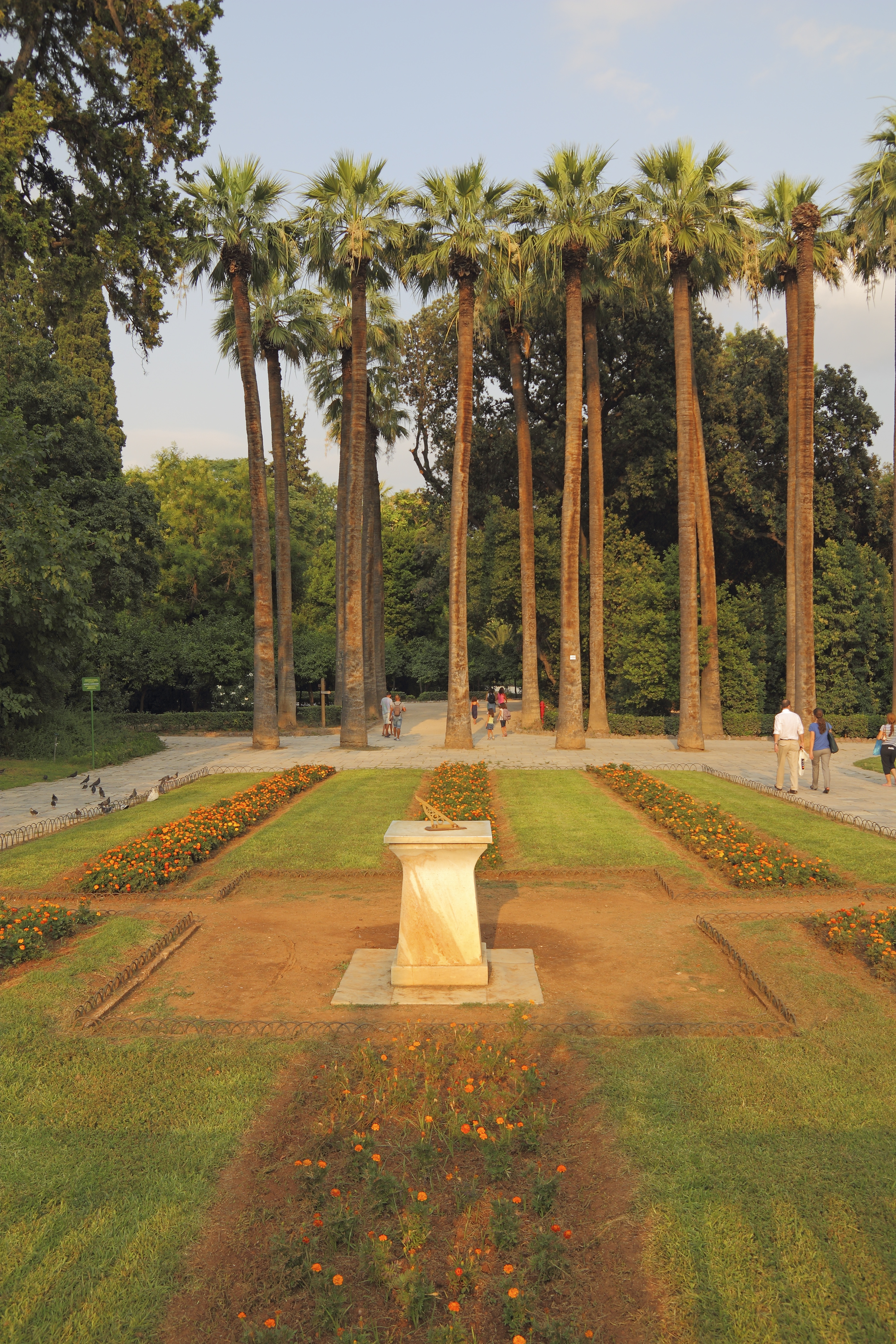